# ゲオルク・ショルツ
ゲオルク・ショルツ（ドイツ語: Georg Scholz, 1890年10月10日 - 1945年11月27日）は、ドイツの画家である。1925年にマンハイムで開かれた展覧会『ノイエザッハリヒカイト（新即物主義）』に出展した画家で、ナチスの台頭とともにその作品は「退廃芸術」として迫害された。

## 略歴
ドイツ帝国のヴォルフェンビュッテルに生まれた。カールスルーエの美術学校でハンス・トーマやヴィルヘルム・トリュブナーに学んだ後、ベルリンに移り、ロヴィス・コリントにも学んだ 。ルドルフ・シュリヒター(Rudolf Schlichter)やウラジミール・ザボーチン(Wladimir von Zabotin)といったカールスルーエの若い画家たちと美術家の集団「Gruppe Rih」を作り活動した。1915年から1918年の間は第一次世界大戦で軍役についた。
1919年に共産党員となり、その後数年は戦後ドイツの社会を批判する絵画を描いた。マックス・ベックマンやジョージ・グロス、オットー・ディクスとともに「新即物主義」の代表的画家となった。
1925年にカールスルーエの美術学校の教授となり、マンハイムで開かれた展覧会『ノイエザッハリヒカイト』に出展した。1933年に作品は「退廃芸術」に指定され。美術学校の職を失いバーデン共和国のヴァルトキルヒに移った。第二次世界大戦終戦後、程なく亡くなった。

## 作品

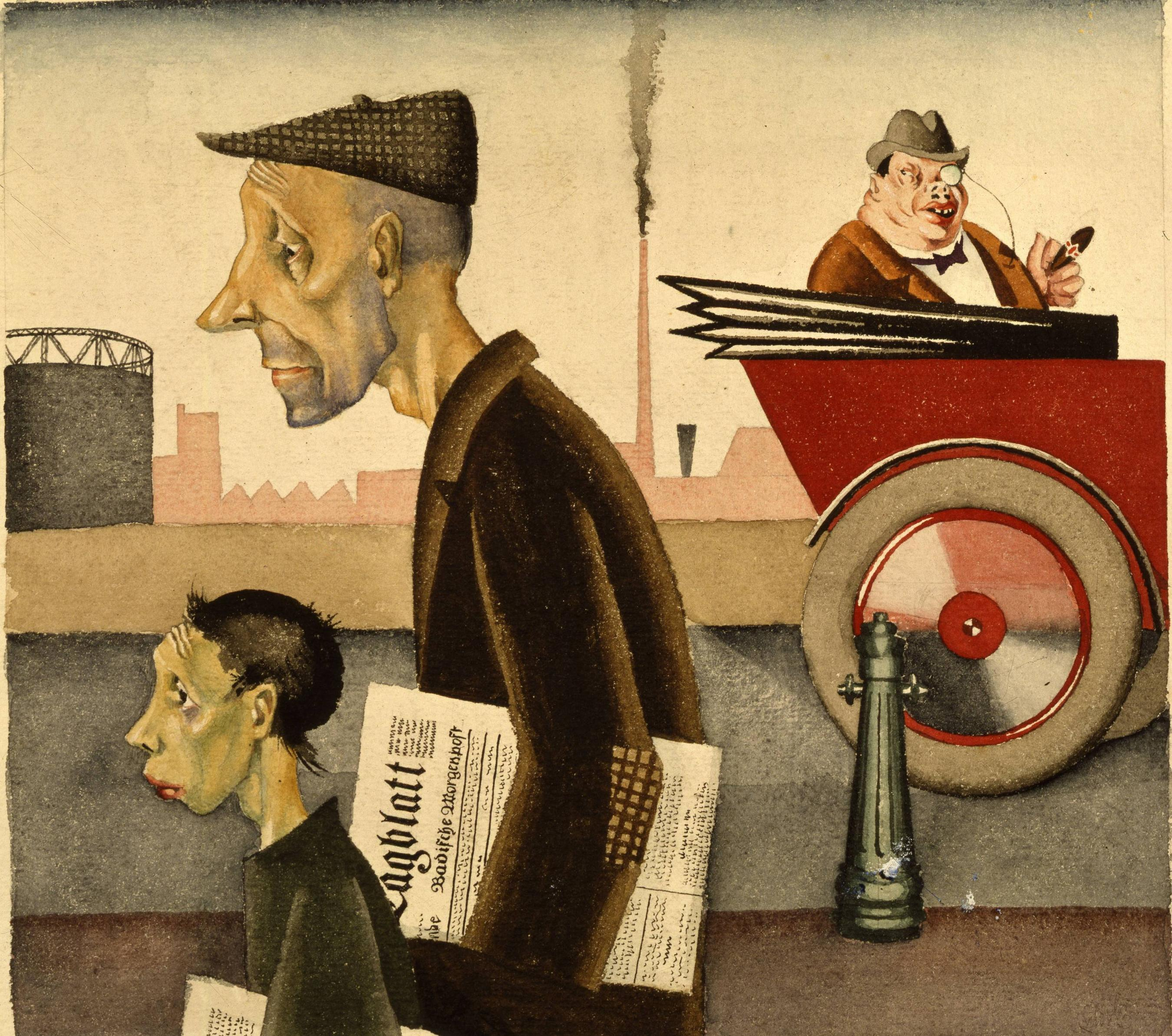
"Arbeit schändet" (1920/1921)
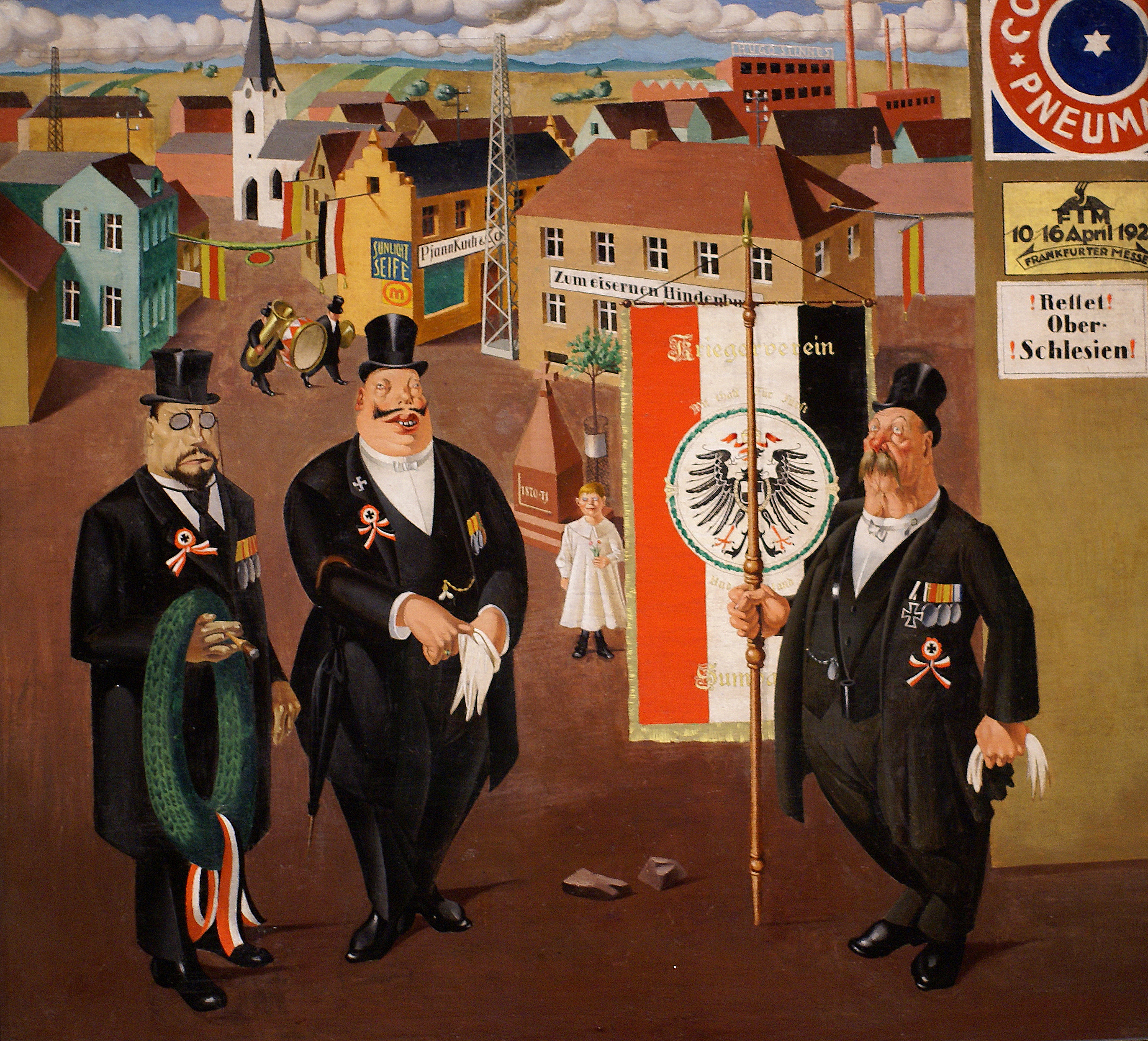
"Kriegerverein" (1922)
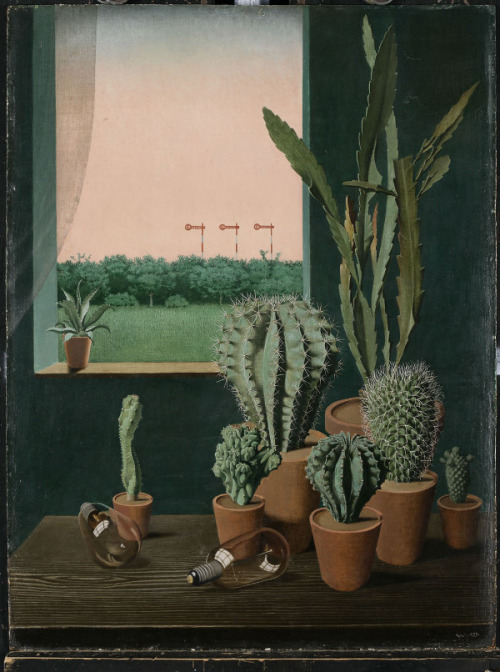
"Kakteen und Semaphore" (1923)
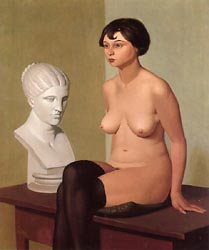
"Sitzender Akt mit Gipsbüste" (1927)